# Sombrio (Santa Catarina)
Sombrio es un municipio brasileño del estado de Santa Catarina. Tiene una población estimada al 2021 de 31 084 habitantes.

## Historia
Antes de la colonización, el lugar estaba habitado por los sambaqui y los guaraníes. Los primeros europeos en llegar fueron los españoles, durante el siglo XVI, ya que la comarca de Laguna pertenecía a los españoles por el Tratado de Tordesillas.
Tras los cambios en los acuerdos, el lugar fue colonizado por portugueses, más tarde la localidad del municipio fue colonizada por azorianos, italianos y alemanes.
Fue elevado a municipio el 30 de diciembre de 1953, separándose de Araranguá.

### Sombrio
El nombre hace referencia a la descripción de las tierras por parte de los viajeros, tropas de ganado de la región. El lugar lleno de higueras era lugar de reposo para los viajeros bajo sus sombras.